# Scopaeus rubidus
Scopaeus rubidus – gatunek chrząszcza z rodziny kusakowatych i podrodziny żarlinków.
Gatunek ten został opisany w 1855 roku przez Martiala Étienne’a Mulsanta i Claudiusa Reya.
Chrząszcz o smukłym, błyszczącym ciele długości od 3,3 do 3,5 mm. Duża głowa jest w zarysie trapezowata, rozszerzona ku tyłowi, wyraźnie i delikatnie punktowana, brunatnoczerwona. Czułki, głaszczki i odnóża są brunatnożółte. Przedplecze jest czerwone, drobno punktowane. Pokrywy mają barwę czerwoną z brunatnoczerwonymi częściami nasadowymi. Odwłok jest czarnobrunatny z brunatnożółtymi tylnymi krawędziami tergitów i ostatnim segmentem.
Owad znany z Hiszpanii, Francji, Niemiec, Szwajcarii, Austrii, Włoch, Polski, Czech i Słowacji. Zasiedla pobrzeża wód rzek i jezior w dolinach rzecznych, gdzie bytuje w ściółce, pod rozkładającymi się szczątkami roślinnymi i napływkami. W Polsce znany z jednego stanowiska w Beskidzie Zachodnim.